# Дејвис (Илиноис)
Дејвис (енгл. Davis) град је у америчкој савезној држави Илиноис.

## Демографија
По попису из 2010. године број становника је 677, што је 15 (2,3%) становника више него 2000. године.
| Група             | 2000.       | 2010.       |
| Белци             | 647 (97,7%) | 667 (98,5%) |
| Афроамериканци    | 2 (0,3%)    | 0 (0,0%)    |
| Азијати           | 1 (0,2%)    | 4 (0,6%)    |
| Хиспаноамериканци | 8 (1,2%)    | 1 (0,1%)    |
| Укупно            | 662         | 677         |